# Milton Neves
Milton Neves Filho (Muzambinho, 6 de agosto de 1951) é um jornalista e apresentador brasileiro. Também atua como publicitário, pecuarista, cafeicultor e é empresário no ramo imobiliário. Foi escrivão de polícia no Detran-SP, na Corregedoria de Polícia Civil de São Paulo, onde se aposentou.
Atualmente, é blogueiro do UOL, publisher do Portal Terceiro Tempo e apresenta, ao lado do Mauro Beting, o posdcast 100 Mi Mi Mi no YouTube. Fez história trabalhando em rádios e TV's, como apresentador esportivo.

## Vida Pessoal
É filho de Milton Neves e Carmen Fernandes Neves. Foi casado por 42 anos com Lenice Chame Magnoni Neves (1954-2020), é pai de Rafael Eduardo Magnoni Neves, Fábio Lucas Magnoni Neves e Milton Neves Netto.

## Carreira
É formado em Comunicação Social - Jornalismo, pela Universidade Metodista, iniciou a carreira na Rádio ABC em 1967, aos dezesseis anos, como apresentador na Rádio Continental de Muzambinho, sua cidade natal, comandando o programa musical Desfile de Ouro. Visando trabalhar com jornalismo esportivo, mudou-se em 1971 para Goiânia, onde apresentou o Futebol Mania, e em 1975 para Curitiba apresentar o Esporte Show na Rádio Colombo.
Em 1982, mudou-se para São Paulo, quando foi contratado pela Jovem Pan, onde apresentou o Terceiro Tempo, programa de debates sobre o Futebol, exibido após os jogos da rodada, até 2005. Também na emissora, comandou o Plantão de Domingo.
Iniciou na televisão pela antiga TV Jovem Pan, em 1991, tendo sido tanto apresentador como narrador esportivo. Em 1994, foi pra Rede Manchete, apresentando o esportivo Canal 100. Por lá, comentou a Copa do Mundo 1998. Em 1999, contratado pela Traffic, seguiu para a Band, onde apresentou o Gol: O Grande Momento do Futebol, Esporte Total Debate e Super Técnico.
Em 2001, foi contratado pela RecordTV, também via Traffic, transformando o programa de rádio Terceiro Tempo em televisivo aos domingos e apresentando ao mesmo tempo o Debate Bola de segunda à sexta-feira. Entre 2002 e 2003 também apresentou seu último programa não-esportivo, o game show Roleta Russa. Em 2003 chegou a apresentar quatro programas ao mesmo tempo quando foi escalado para assumir o Cidade Alerta durante alguns meses após a saída de Datena. Entre 2004 e 2007, também apresentou o Golaço na Rede Mulher, pertencente ao Grupo Record.
Em 2008, retornou à Rede Bandeirantes, para onde levou o Terceiro Tempo, ficando no ar até 2023, quando a atração foi substituída pelo Apito Final. Neste ano, também reestreou o Terceiro Tempo na Rádio Bandeirantes, uma vez que havia finalizado ele no rádio em 2005 desde que deixou a Jovem Pan. Também comandou na emissora o Domingo Esportivo Bandeirantes, programa que ia ao ar ao longo do dia e que estreou em 19 de junho de 2005, marcando assim a estreia de Milton na Rádio Bandeirantes. Depois, também foi colunista da BandNews FM. Entre 2010 e 2013, comandou o esporádico Band Mania. Entre 2018 e 2019 apresentou também o Show do Esporte, cuja fase era um formato de esporte e variedades, mas que devido a baixa audiência, virou um programa de debates.
Em 27 de dezembro de 2023, após 18 anos de sua segunda passagem (21 anos somando com a primeira), Milton Neves não renovou seu contrato com o Grupo Bandeirantes, deixando assim a empresa, tanto no rádio como na TV. Apresentou ao vivo, pela última vez, o "Domingo Esportivo" na rádio em 31 de dezembro de 2023 - recebendo homenagens de esportistas e profissionais da comunicação. 

### Controvérsias
Teve controvérsias judiciais com Roberto Avallone, Jorge Kajuru, José Trajano, Juca Kfouri, Roberto Justus e Silvio Luiz. 
É autor de frases emblemáticas no mundo do futebol, como: "Corinthians nada é mais bonito", "Palmeiras em verde e branco eu curto o teu encanto", "Torcer para o São Paulo é uma grande moleza", e "Santos Futebol Clube, melhor jamais!".

## Filmografia

### Televisão
| Ano     | Título                           | Emissora                                              |
| ------- | -------------------------------- | ----------------------------------------------------- |
| 1994–98 | Canal 100                        | Rede Manchete                                         |
| 1999–01 | Gol: O Grande Momento do Futebol | Rede Bandeirantes                                     |
| 1999–01 | Esporte Total Debate             | Rede Bandeirantes                                     |
| 1999-01 | Super Técnico                    | Rede Bandeirantes                                     |
| 2001–23 | Terceiro Tempo                   | Rede Record (2001-2008) Rede Bandeirantes (2008-2023) |
| 2001–07 | Debate Bola                      | Rede Record                                           |
| 2002–03 | Roleta Russa                     | Rede Record                                           |
| 2003    | Cidade Alerta                    | Rede Record                                           |
| 2004–07 | Golaço                           | Rede Mulher                                           |
| 2010–13 | Band Mania                       | Rede Bandeirantes                                     |
| 2018    | Show do Esporte                  | Rede Bandeirantes                                     |

### Rádio
| Ano       | Título                         | Rádio                           |
| --------- | ------------------------------ | ------------------------------- |
| 1967–70   | Desfile de Ouro                | Rádio Continental de Muzambinho |
| 1971–74   | Futebol Mania                  | Rádio Oscar Monchito            |
| 1975–81   | Esporte Show                   | Rádio Colombo                   |
| 1982–2005 | Terceiro Tempo                 | Jovem Pan                       |
| 2008–23   | Terceiro Tempo                 | Rádio Bandeirantes              |
| 2005-23   | Domingo Esportivo Bandeirantes | Rádio Bandeirantes              |

## Prêmios
Integra o Hall dos Notáveis do Troféu ACEESP (Associação dos Cronistas Esportivos do Estado de São Paulo), por chegar à conquista do Troféu em 10 ocasiões.
| Ano  | Prêmio                                                                     | Categoria                   | Resultado | Ref.   |
| ---- | -------------------------------------------------------------------------- | --------------------------- | --------- | ------ |
| 1994 | Troféu ACEESP (Associação dos Cronistas Esportivos do Estado de São Paulo) | Plantão de Rádio            | Venceu    | [ 24 ] |
| 1996 | Troféu ACEESP (Associação dos Cronistas Esportivos do Estado de São Paulo) | Revelação de Jornal         | Venceu    | [ 25 ] |
| 1997 | Troféu ACEESP (Associação dos Cronistas Esportivos do Estado de São Paulo) | Rádio                       | Venceu    | [ 26 ] |
| 1998 | Troféu ACEESP (Associação dos Cronistas Esportivos do Estado de São Paulo) | Repórter de Rádio           | Venceu    | [ 27 ] |
| 2001 | Troféu ACEESP (Associação dos Cronistas Esportivos do Estado de São Paulo) | Apresentador de TV          | Venceu    | [ 28 ] |
| 2002 | Troféu ACEESP (Associação dos Cronistas Esportivos do Estado de São Paulo) | Apresentador de TV          | Venceu    | [ 29 ] |
| 2002 | Troféu ACEESP (Associação dos Cronistas Esportivos do Estado de São Paulo) | Apresentador de Rádio       | Venceu    | [ 29 ] |
| 2003 | Troféu ACEESP (Associação dos Cronistas Esportivos do Estado de São Paulo) | Apresentador de TV          | Venceu    | [ 30 ] |
| 2004 | Troféu ACEESP (Associação dos Cronistas Esportivos do Estado de São Paulo) | Apresentador de TV          | Venceu    | [ 31 ] |
| 2004 | Troféu ACEESP (Associação dos Cronistas Esportivos do Estado de São Paulo) | Apresentador de Rádio       | Venceu    | [ 31 ] |
| 2004 | Troféu ACEESP (Associação dos Cronistas Esportivos do Estado de São Paulo) | Âncora de Jornada Esportiva | Venceu    | [ 31 ] |
| 2005 | Troféu ACEESP (Associação dos Cronistas Esportivos do Estado de São Paulo) | Apresentador de TV          | Venceu    | [ 32 ] |
| 2005 | Troféu ACEESP (Associação dos Cronistas Esportivos do Estado de São Paulo) | Apresentador de Rádio       | Venceu    | [ 32 ] |
| 2006 | Troféu ACEESP (Associação dos Cronistas Esportivos do Estado de São Paulo) | Apresentador de TV          | Venceu    | [ 33 ] |
| 2006 | Troféu ACEESP (Associação dos Cronistas Esportivos do Estado de São Paulo) | Apresentador de Rádio       | Venceu    | [ 33 ] |
| 2007 | Troféu ACEESP (Associação dos Cronistas Esportivos do Estado de São Paulo) | Apresentador de TV          | Venceu    | [ 34 ] |
| 2007 | Troféu ACEESP (Associação dos Cronistas Esportivos do Estado de São Paulo) | Apresentador de Rádio       | Venceu    | [ 34 ] |
| 2008 | Troféu ACEESP (Associação dos Cronistas Esportivos do Estado de São Paulo) | Apresentador de Rádio       | Venceu    | [ 35 ] |
| 2009 | Troféu ACEESP (Associação dos Cronistas Esportivos do Estado de São Paulo) | Apresentador de Rádio       | Venceu    | [ 36 ] |
| 2010 | Troféu ACEESP (Associação dos Cronistas Esportivos do Estado de São Paulo) | Apresentador de Rádio       | Venceu    | [ 37 ] |
| 2019 | Prêmio Comunique-se                                                        | Jornalista Empreendedor     | Venceu    | [ 38 ] |
| 2019 | Prêmio Comunique-se                                                        | Esportes: Mídia Escrita     | Venceu    | [ 38 ] |
| 2019 | Prêmio Comunique-se                                                        | Esportes: Mídia Falada      | Indicado  | [ 39 ] |
| 2021 | Prêmio Comunique-se                                                        | Esportes: Mídia Falada      | Indicado  | [ 40 ] |